# Pseudautomeris eximius
Pseudautomeris eximius är en fjärilsart som beskrevs av Eugène Louis Bouvier 1929. Pseudautomeris eximius ingår i släktet Pseudautomeris och familjen påfågelsspinnare. Inga underarter finns listade i Catalogue of Life.